# Port d'Ems
 (octobre 2018).
Si vous disposez d'ouvrages ou d'articles de référence ou si vous connaissez des sites web de qualité traitant du thème abordé ici, merci de compléter l'article en donnant les références utiles à sa vérifiabilité et en les liant à la section « Notes et références ».
Port d'Ems (en néerlandais Eemshaven) est un port maritime qui fait partie de la commune de Het Hogeland dans la province néerlandaise de Groningue.
En 1968, le gouvernement Néerlandais a déclaré que l'estuaire de l'Ems devait être une région économique clé. Les travaux du port, qui est le plus grand du nord des Pays-Bas, ont commencé au début des années 1970. Ce port a été officiellement inauguré par Sa Majesté Juliana des Pays-Bas en 1973. En 2007, un projet de construction d'un terminal méthanier a été prévue.
La station de convertisseur statique NorNed de Courant continu haute tension est située au Port d'Ems.